# Sentry
株式会社Sentry（セントリー、英: Sentry Corporation）は、サイバーセキュリティ事業を行う企業で、主にe-Sportsにおける不正行為防止・Windowsセキュリティを専門とするアンチチート事業を展開している。

## Sentry Anti-Cheat
オンラインゲームのチート行為を防止及び監視するソフトウェア。
Warlanderではゲーム体験の向上を理由にDenuvoへ置き換えられた。
Steamの利用者からは、カーネルモードでコンピュータに常駐し、アンインストール後も起動し続けること、ゲームが起動していない間にも日本のIPアドレスと暗号化されたパケットをやり取りすることなどから、プライバシー違反を指摘されている。
アンインストール手順を説明した利用者と、それに反応した利用者約2500人はValveからコミュニティ投稿の停止処分を受けた。

## 沿革
- 2021年
  - 11月12日 - 株式会社Sentry、サイバーセキュリティ事業を目的として設立。
- 2022年
  - 2月 - ゲーム用セキュリティソフト「Sentry Anti-Cheat」をリリース。
  - 3月 - 東京都港区虎ノ門１丁目１６番６号虎ノ門ＲＡＰＯ－ＴＯビル７階へ本社を移転。
  - 5月 - 約4,000万円の資金調達をプレスリリース。